# 샤프하우젠역
샤프하우젠역(Bahnhof Schaffhausen)은 스위스 샤프하우젠주의 주도인 샤프하우젠에 있는 기차역이다. 이 역은 스위스 연방 철도와 도이체반이 공동소유하고 있으며, 두 국영 사업자의 열차와 스위스 지역 사업자인 Thurbo의 열차가 운행한다.
역은 도이체반의 하이라인강 철도의 주요 중간역으로, 바젤과 징엔 사이의 하이라인강 북부 제방을 따라 스위스 영토를 잠시 통과한다. 이 역은 빈터투어를 거쳐 취리히로 가는 라인팔선, 독일 영토를 가로지르는 에글리자우-노이하우젠선, 슈타인 암 라인(Stein am Rhein)을 거쳐 로르샤흐로 가는 호수선이 연결되어 있다.

## 차량
이 역에는 슈투트가르트와 취리히, 바젤과 울름 사이를 운행하는 장거리 여객 열차가 있다. 취리히 S-반 서비스 S9, S12, S24 및 S33이 이 역을 운행하며 S33을 제외한 모든 열차가 취리히까지 직행 서비스를 제공한다. 장크트갈렌 S-반의 S8은 호수선을 통해 장크트갈렌까지 운행한다.
샤프하우젠 S-반 열차는 독일의 예슈테텐을 오가는 매시간 운행하며, 노이하우젠과 노이하우젠 라인팔에서 출발한다. 기차는 30분마다 운행되며 독일에서도 에르징엔을 오가며 근무일의 피크타임에는 40분 간격으로 운행하며 베링거펠트와 노이하우젠 바디셔 반호프를 정차하는 베링엔을 오가는 열차가 운행된다.
샤프하우젠의 철도 서비스 요약:
- DB Fernverkehr/SBB IC : 취리히 HB와 Stuttgart Hbf 간 매시간 운행.
- IRE : 바젤 Bad Bf와 징엔(Hohentwiel) 간 매시간 운행 ; 다른 모든 열차는 징엔에서 울름 Hbf까지 계속된다.
- 레기오익스프레스 : 취리히 HB까지 매시간 운행.
- RB : 징엔(Hohentwiel)까지 30분 간격 운행.
- 장크트갈렌 S-반 S1 : 장크트갈렌을 경유하여 빌까지 30분마다 운행.
- 취리히 S-반 :
  - S9: 우스터에 매시간 서비스.
  - S12: 브루크 AG까지 매시간 서비스.
  - S24: 타인겐과 추크 사이의 시간별 서비스.
  - S33 : 빈터투어까지 매시간 운행.
- 샤프하우젠 S-반 :
- 에르징엔(바덴)까지 30분 간격 운행.
- 예슈테텐까지 매시간 운행.

## 버스
지역 버스 노선은 역 앞마당에서 끝나며 주로 자체 기차역이 없는 주 전역의 더 먼 목적지와 함께 샤프하우젠 시내와 그 주변의 다양한 목적지로 정기 연결을 제공한다. 바르겐, 뷔텐하르트 및 헤멘탈은 모두 매시간 제공된다.
람센 마을로 가는 버스가 매시간 운행된다. 이 서비스는 또한 샤프하우젠역과 기차역이 없는 되르플링엔 사이를 30분 간격으로 운행한다. 람센으로 가는 버스 노선은 스위스-독일 국경을 네 번 교차한다. 독일 영토를 두 번 출입하고, 스위스 영토와 그 외곽 마을 슈테머로 완전히 둘러싸인 독일의 외딴 마을인 뷔징엔 암 호히라인에 정차한다. 두 위치는 모두 스위스 관세 지역 내 위치해 있다. 이 서비스는 독일의 란데크와 무어바흐에서도 정차한다.
여러 버스 서비스는 또한 라인강 반대편의 포이에르탈렌에 위치한 리이마크트(Rhymarkt) 쇼핑센터를 정차하는 이웃 취리히주의 마을에 역을 연결한다.

## 편의시설
역에는 2개의 매표소가 있다. 하나는 지역 티켓과 패스용이고, 다른 하나는 국내와 국제 철도 티켓 판매, 서비스이다. 역은 또한 복합 단지 내에 위치한 다양한 슈퍼마켓, 상점, 빵집, 식당과 약사가 있는 2층의 다양한 쇼핑 시설을 제공한다.

## 세관
샤프하우젠은 세관 목적상 중간 정류장 없이 직행 서비스를 이용하여 독일에서 도착하는 승객을 위한 국경역이다. 세관 검사는 스위스 공무원이 샤프하우젠역에서 수행할 수 있다. 스위스 가 2008년 솅겐 지역에 합류하면서, 체계적인 여권 심사가 폐지되었다.